# Roberto Lozano
Roberto Lozano Montero, nascido a 4 de junho de 1977 em Ódena (Barcelona), é um ciclista espanhol já retirado.

## Palmarés
- 2003
  - Circuito de Guecho

- 2004
  - 2 etapas da Volta a Tarragona

## Equipas
- Kelme-Costa Blanca (2001-2003)